# レイクビル (ミネソタ州)
レイクビル（Lakeville）は、アメリカ合衆国ミネソタ州のダコタ郡にある都市。人口は6万9490人（2020年）。ミネアポリスの南32キロメートルに位置している。

## 概要
ミネアポリス・セントポール都市圏の南端に近く「準郊外」に規定される。州間高速道路35号線が南北に通り、そのインターチェンジ付近に郊外型の商業施設が集まっている。また、企業の事業所も豊富にあるため、市内で働く住民が多い。

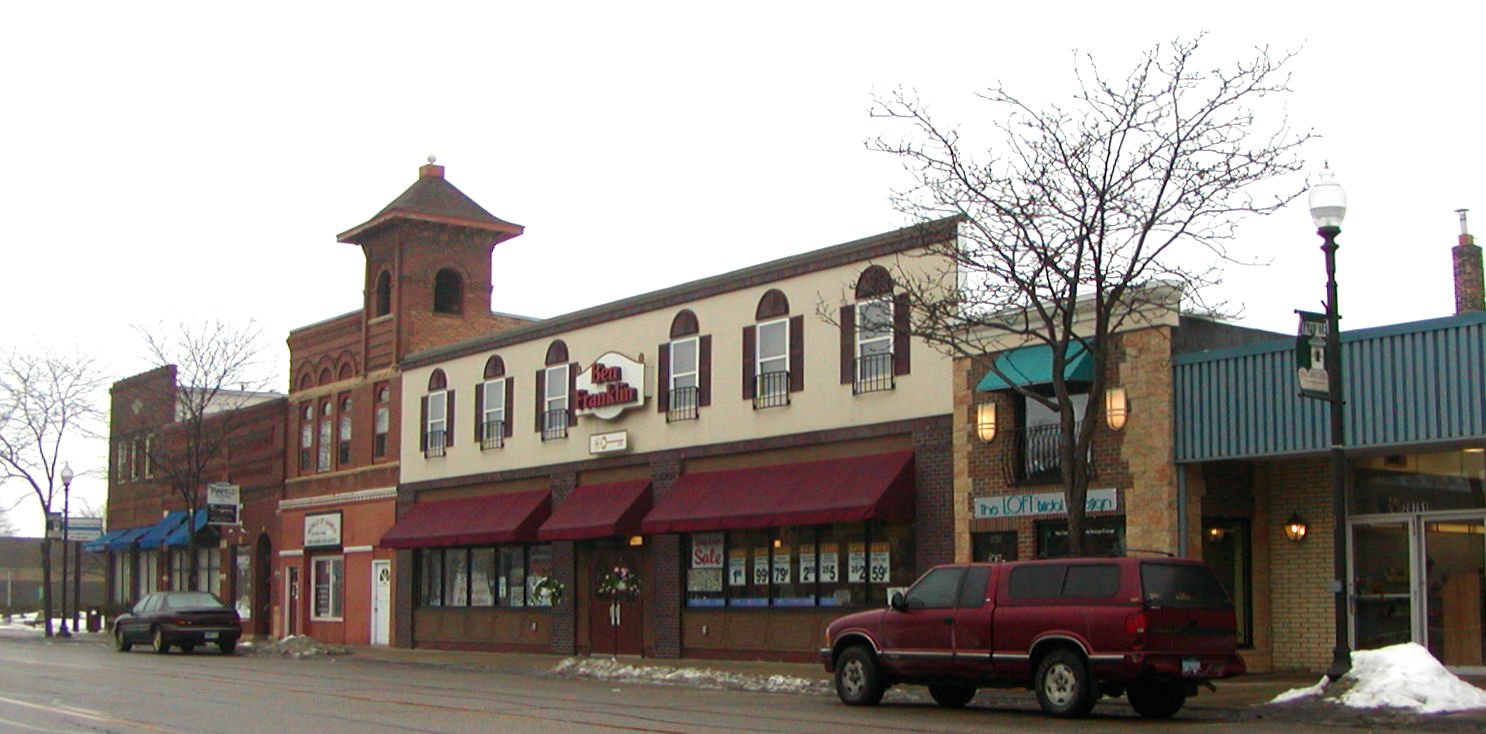
メインストリートの古い商店